# Nembrotha purpureolineata
Nembrotha purpureolineata O'Donoghue, 1924 è un mollusco nudibranchio della famiglia Polyceridae.